# Campeonato Paulista de Futebol de 2006 - Série A3
O Campeonato Paulista de Futebol de 2006 - Série A3 foi a 53.ª edição do campeonato disputado no estado de São Paulo entre 20 equipes, onde os oito primeiros colocados tentariam quatro vagas na Série A2 de 2007 e os quatro últimos seriam rebaixados para a Série B de 2007.

## Participantes
| - Barretos (Barretos) - Botafogo (Ribeirão Preto) - ECO (Osasco) - Ferroviária (Araraquara) - Flamengo (Guarulhos) - Francana (Franca) - Independente (Limeira) - Itararé (Itararé) - Matonense (Matão) - Mauaense (Mauá) | - Monte Azul (Monte Azul Paulista) - Osvaldo Cruz (Osvaldo Cruz) - Primavera (Indaiatuba) - Santacruzense (Santa Cruz do Rio Pardo) - São Bernardo (São Bernardo do Campo) - São Carlos (São Carlos) - São José (São José dos Campos) - São Vicente (São Vicente) - SEV/Hortolândia (Hortolândia) - XV de Jaú (Jaú) |